# Genossame Wangen

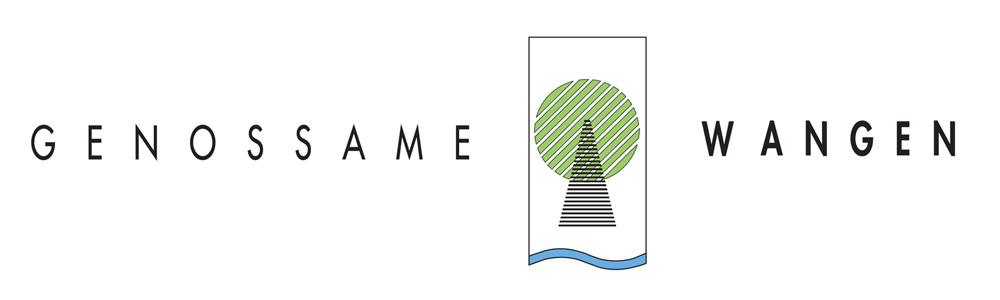
Logo der Genossame Wangen

Die Genossame Wangen ist eine Schweizer Körperschaft mit über 600-jähriger Tradition.

## Geschichte
Die Nutzung des ausserhalb des ursprünglichen Siedlungsbereichs befindlichen wenig ertragreichen, ungünstiger gelegenen Weidegebietes, wie der gefährdeten Ried- und Uferbereiche und entlang der Wälder und Alpen muss im Mittelalter relativ schwach und frei gewesen sein. Als im 14. und 15. Jahrhundert von Ackerbau vermehrt auf exportorientierte Vieh- und Milchwirtschaft umgestellt wurde, beanspruchte dieser Wandel mehr Futterflächen. Die daraus entstandenen Streitigkeiten führten zu Bestimmungen, die Nutzung der sog. Allmeindgebiete nicht mehr so „allgemein“ zu gestatten.
Die damaligen Herrschafts- und Besitzverhältnisse deuten darauf hin, dass die Allmeindgenossame im Laufe des Spätmittelalters in einem bisher von geistlichen und weltlichen Herren dominierten Hofgebiet, also aus diesem Feudalsystem – und dieses letztlich unterlaufend – entstanden ist. Die ersten schriftlichen Belege kann man im Hofrecht von Wangen sehen, welches ca. 1400 abgefasst wurde und im hiesigen Pfarrarchiv aufbewahrt wird. Hier findet man bereits die Begriffe „Allmeind“ und „Genossen“, was auf eine fest organisierte Körperschaft schliessen lässt.
Seit die Wangner Genossame im 16. Jahrhundert genauer fassbar wird, verfügt sie im Grossen und Ganzen über die noch heute bestehenden Allmeind- und Waldgebiete an der Peripherie des Gemeindegebietes von Wangen. Noch bis ins 19. Jahrhundert komplettierte die Genossame das heutige Allmeindgebiet zwischen Kantonsstrasse und See durch Zukauf von „Bannhölzern“ und Riedflächen aus Privathand, die wahrscheinlich einmal von der Allmeind entfremdet worden waren. Die ersten nachweisbaren Landverkäufe an Genossen für ein Haus oder ein „Heimet“ sind 1518 dokumentiert worden.
1670 erfolgt die Anlegung eines neuen Genossenbuches. Es enthält die Statuten der Genossame und die älteste Liste der Genossameberechtigten (Genossengeschlechter). Diese wichtige Liste enthielt wie und wem das Genossamenutzungsrecht weiter vererbt wurde. Das Genossenbuch wird letztmals 1797 benutzt, an seine Stelle treten Protokolle und Einzelverträge. Ebenso wichtig waren aber die Statuten, welche bereits 1731 durch die Schwyzer Obrigkeit ratifiziert wurden.
Um in den Genuss der Nutzungsrechte der Genossame zu kommen, musste man innerhalb des „Genossenkreises“ eigen Herd und Feuer, also einen eigenen Haushalt in der Pfarrei Wangen oder Nuolen, welche auch zum Wangner Genossenkreis zählt, haben. Eine weitere Voraussetzung war die Leistung von Fronarbeiten in Feld, Wald und den Aa-Wuhrung (Hochwasserschutz). Immer wieder überstand die Genossame geschichtsträchtige Umwälzungen. So z. B. den Einmarsch der Franzosen (1798) wie auch die Mediations- und Restaurationszeit (1803–1815).
1894 wurde mit neuen Statuten ein wichtiger Schritt zu einer demokratisch kontrollierten Genossame-Organisation gemacht. Wichtigste Neuerungen sind die Einsetzung eines dreiköpfigen Genossenrates plus Genossenschreiber und einer Rechnungsprüfungskommission wie auch die Einführung einer Amtsdauerbeschränkung. Mit einigen geringfügigen Anpassungen hat sich diese Form bis in die heutige Zeit bewährt und wir können mit Stolz auf 600 Jahre Tradition zurückblicken.

## Die Familien

### Bruhin
Wappen: 

Wappen

In Blau eine schwarze Bärentatze mit zwei Sternen und als Schildfuss ein goldener Dreiberg.
Von fünf bekannten Bruhinwappen führen vier eine Bärentatze als Schildfigur, während ein fünftes als redendes Wappen eine Hacke enthält, was auf «bruchmachen» d. h. Urbarmachen hinweist. Die heraldische Kommission des Kantons Schwyz entschloss sich für das abgebildete Wappen, weil es einesteils gleich dem ältesten bekannten Bruhinwappen die Bärentatze aufweist und andernteils als Familienwappen sehr verbreitet ist. Es entstammt einem Siegel des Johann Bruhi, Ammann in der March (Styger 193).
Name: 
Die Herkunft des Namens Bruchin wird von «bruchmachen» abgeleitet. Es ging um die erste Bestellung des Bodens, der dann zum Anbau geeignet war. Der Sage nach soll ein von einem Bären ver-folgter Eingewanderter sich so tapfer gewehrt haben, dass die Einheimischen meinten, den könne man «bruchen».
Alte Landleute der March und Mitglieder der Genossamen von Wangen, Siebnen, Schübelbach, Kaien und Gelbberg/Rossweid.
 erste urkundliche Nennung: 
1217
| Jahr | Beschreibung |
| ---- | --- |
| 1217 | Im ältesten Einkünfteurbar des Klosters Einsiedeln aus den Jahren 1217 bis 1222 wird ein Ruod. bruhi von Sibineichen (Siebnen) erwähnt. |
| 1229 | In einer Vergabungsurkunde von Rapperswil tritt als Zeuge auf «Rudolfus Bruchi et filius eius» (Rudolf Bruchi und sein Sohn). |
| 1409 | war wegen der Marschalkwiese und dem Burggut in Reichenburg ein Streit zwischen Heinrich Bruchi, Vogt von Reichenburg und Hermann Wyss von Reichenburg und Rudolf Zimmermann ausgebrochen. Heinrich Bruchi durfte das Burggut behalten und die Marschalkwiese ging an Hermann Wyss und Rudolf Zimmermann von Maienfeld. (Urkunde im Stiftsarchiv Einsiedeln vom 14. März 1409)         |
| 1414 | regeln im «Landrechtbrief deren in der March» die «Märchlinge» das rechtliche Verhältnis zu Schwyz, wobei für die March u. a. auch «heinrich bruchin» siegelte. (Aus «Das alte Staatsvermögen des Kantons Schwyz» Schwyz, 1870). |
| 1419 | Im Jahrzeitbuch von Wangen wird unter dem «wint manot» (Dezember) erwähnt: «Item bruhis kind l fiertel (haber) von l akker grafenstuden vnd vom akker zem hagen» |

Wappen

| 1427 | wird zwischen den Pfarrangehörigen von Nuolen und dem Kaplan Heinrich Bruhin ein Streit geschlichtet (Urkunde 335). |
| 1436 | unterschrieb «heini bruhi von Nuolen, der elter» den ersten gültigen Pfrundbrief zwischen den Kirchengenossen von Wangen und ihrem Pfarrherrn. Ein Kulturdokument! (Kirchenlade Wangen). |
| 1446 | gab Ruodi bruchy laut Eintragung im II. Jahrzeitbuch von Wangen bei Ragaz sein Leben für die Heimat. |
| 1470 | ca. Im Jahrzeitenbuch von Tuggen unter dem 7. Januar folgende Erwähnung: «Item Hans Bruhy hätt gesetzt durch siner seelen Heil und äberly Bruhis sins vatters und gred bruhin und siner geschwüstrigen und allen sinen vordem 10 Pfund Haller an der kylchen buw». «Item heini bruchy uff dem rein gyt einem lütpriester drei Schilling us und ab sinem Huss und Hof uff dem rein ...» |
| 1482 | geht aus einer Urkundenkopie hervor, dass «Jos. schnyder und galus bruhi sind mit ein ändern Iberkommen und abduschet den weg der der Ryffen hat...» (Kopie in der Kirchenlade Nuolen). |
| 1500 | am 14. Weinmonat schuldet «Hans Bruchy von Wangen dem Hans Fay von Lachen 2 Pfund Haller». (Altendorfer Urkunde Nr. 14). |
| 1504 | Im sogenannten Glückshafenrodel, das die Teilnehmer einer Lotterie (Glückshafen) anlässlich des Freischiessens in Zürich aufgezeichnet hat, sind erwähnt: «vonn Tuggen uss der March: Barbeli Bruchy, Fren (Verena) und Gretty Bruchy.» |
| 1519 | Im Urbar von Wangen wird ein «Uolly Bruchy» erwähnt. Davon ein Brief von 1519. |
| 1536 | Im Hofrodel von Reichenburg, Artikel 37: «Derselben rossyssen sätzt Herman bruchy zwey uff sine guter.» |
| 1548 | Im Tuggener Jahrzeitenbuch ist unter dem 12. März im Nachtrag eingefügt: «Ludel Harner setzt 2 pfundt gelts, also zu vertheilen: … stost an die Landstrass, die gan Widen gat, und an Hanns Bolten husswiesen, zum dritten an Jakob Bruhis Höfle und an sin husswiesen …. . . Datum vor Lichtmess im 1548.»                                                                            |
| 1606 | bis 1608 versah der erste aus Urkunden bekannte Bruhin das Amt eines Landammanns. Insgesamt war dies 16 Mal der Fall: im 17. Jahrhundert 2 Mal, im 18. Jahrhundert 9 Mal, im 19. Jahrhundert 4 Mal und in unserm Jahrhundert ein Mal, nämlich 1946/50 Albert Bruhin aus Schübelbach, 1955/59 war Armin Bruhin aus Lachen Nationalrat; Gründermitglied des Marchring.                   |
| 1647 | wird die alte Kapelle «Allerheiligen» durch eine neue ersetzt. Ihr Baumeister war Johannes Bruhin. |
| 1648 | wurde ein Testament des Jakob Bruhi aus Schübelbach von der Regierung für ungültig erklärt. |
| 1650 | Ilassen sich «Rudolph Bruchi und sein Ehefraue Maria Zwyflin» in die Carmeliterbruderschaft von Wangen aufnehmen. |
| 1651 | besass die Pfarrei Innerthal Ankengülten vom Statthalter Joh. Bruhis «ab siner Sennweid Rohwis oder Pfusti ein Mass Anken.» |
| 1670 | wird u. a. auch Sebastian Bruhin zur Beilegung eines Streites abgeordnet. |
| 1686 | bis 1712 wirkte Johann Ignaz Bruhin von Tuggen als Kaplan, Pfarrvikar und Pfarrherr in seiner Heimatpfarrei. |
| 1699 | Die allererste Eintragung des pergamentenen Urbars von Nuolen lautet wie folgt: «Wangen-Nr. l-Johannes Bruhi zinset Jährlich ein Halb Viertel nussen ab Haus vnd Hof auf Bachtellen, stost an Buochberg, hynab an die Landlstrass, vnden an die Kilchweyd, hynauf an Caspar Hüppins weyd, und an Ignati Watenhofers stuolweyd.»                                                        |
| 1739 | legte der Kapuzinerpater Erasmus Bruhi ewige Profess ab. |
| 1824 | Kaspar Alois, Politiker und Dichter, geb. 1824 in Schübelbach, war Redaktor des Alpenboten und der Schweiz. Bundeszeitung 1849, des Stauffachers 1854. (Aus Weber, Geschichte der Nationalliteratur III). |
| 1970 | Eines der grössten Marchgeschlechter mit 436 Mitgliedern, wovon 205 (47 Prozent) in Wangen und 185 (42 Prozent) in Schübelbach, 27 in Lachen, 9 in Altendorf, 6 in Tuggen und je 2 in Galgenen und Reichenburg wohnen. |

### Donner
Wappen: 
In Rot über goldenem Dreiberg ein abwärts gerichteter Pfeil begleitet von 2 Sternen. Bruderschaftsschild vom Jahre 1729 in der Riedkapelle zu Lachen.
Name: 
Vielleicht ergab das geschickte Umgehen mit Donnersteinen (vorgeschichtliche Äxte) den Familiennamen, was auch die Schildfigur erklären könnte.
Alte Landleute der March und Mitglieder der Genossame Wangen.

Wappen

erste urkundliche Nennung: 
1380
| Jahr | Beschreibung |
| ---- | --- |
| 1380 | ca. Im Hofrecht von Wangen wird ein Wegerecht festgehalten, das die Route bestimmt, nämlich «… vnd für nuoler studen nider vnd zuo des toners hurd vf in der rüthy vnd über ein weri …» |
| 1383 | ca. Im Urbar der Fraumünster-Abtei Zürich wird aufgezählt auch: «Item Toners egge zinset fünf Schillig». (MHVS 40 : 158). |
| 1417 | Die St. Wendelins Gülten von Wangen wurden 1645 erneuert. Die ewige Gült von «zwey pfundt gelts des Johannes doner» geht auf einen Brief vom Jahre 1417 zurück. (Urbar von Wangen 1551, worin die vorhin erwähnten St. Wendelins Gülten eingetragen sind).                                                                                 |
| 1419 | Im Jahrzeitenbuch von Wangen ist folgender Eintrag festgehalten: «Item Hermann toner und adelheit sin husfrow heint gesetzt sant iacoben l pfund wachs ab der wisen die man nempt der boden ob dem hanffland uff bachteilen.» |
| 1446 | fiel in der Schlacht bei Ragaz Hans Tonner. (II. J. W.). |
| 1516 | siegelte in einer Urkunde Gallus Donner, Landammann der March. (Genossenlade Tuggen). |
| 1518 | verkaufte die Genossame Wangen am 7. März 1518: «vnd hand verkufft ein bletz ab vnnsser allmeind vnd hand denselben bletz geben dem amman donner um siben und fünfzig pfund Haller.» |
| 1528 | stellten «ammann thonar, kleinhans thonar …» eine Urkunde aus betreff «Auskauf der Zäunen halter gegen die anstossenden gütter.» (Genossenlade Wangen). |
| 1536 | hatte «Marx Donner zu dieser Zitt geschworener Schriber inn der March» den Hofrodel von Reichenburg aufgeschrieben. |
| 1548 | war derselbe Marx Donner zum Landammann der March erkoren, und laut Urkunde abermals 1558 bis 1560. |
| 1626 | Als Wohltäter der Kirche von Nuolen sind u. a. notiert: «Item Gilg Donner sampt seiner geliebten Ehefrouwen Margaretha Schätin hat geben und verehrt zechen krönen.» |
| 1628 | Erster Eintrag im Taufbuch von Nuolen: «Primo Januarii baptizata est Anna barbara legitima filia Aeggidii Thoner et Anna bruchin, patrini fuerunt Melcher wessner et Barbara hüppin.» (Am 1. Januar wurde Anna barbara eheliche Tochter des Aegidius Donner und der Anna Bruhin getauft. Paten waren Melchior Wessner und Barbara Hüppin). |
| 1652 | war bei der Loslösung der Pfarrei Tuggen vom Convent zu Pfäfers auch ein Johann Donner von Wangen Mitunterzeichneter. |
| 1770 | Unter den «ehrsamen tugendreichen Jungfrauen» von Nuolen war auch Magdalena Donner, die für das «Muttergottes Bildnuss» ein neues schwarzes Kleid machen liessen (Kirchenlade Nuolen). |
| 1970 | bewohnen von den 27 Angehörigen des Geschlechtes Donner 22 (81 Prozent) ihr ursprüngliches Heimatdorf, je zwei leben in Altendorf und Lachen, während einer in Galgenen wohnt. |

### Guntlin
Wappen: 
In Rot ein Gunten samt Stern in Gold. Das Wappen ist einem Siegel des Peter Guntli, Ammann der March, entnommen (Genossenlade Schübelbach, 7. Juli 1654).
Name: 
Allem Anschein nach waren die Guntli Holzfäller, die jeweils den Gunten in Holzstämme schlugen, um sie dann zu Tale zu schleifen.
Im 15. Jahrhundert eingewandert, sodann Mitglieder der Genossame Wangen.

Wappen

 erste urkundliche Nennung: 
1419
| Jahr    | Beschreibung |
| ------- | --- |
| 1419    | Erste urkundliche Erwähnung im «iar zit buoch» von Wangen: «Item rudolff gundely ab a rüti het gesetzt l fiertal nuss oder haber ein mass schmalz von babendal». An einer ändern Stelle: «Item H. gundely l halb fiertal nussen»                                                                       |
| 1465    | ca. kam der Oberhof an das Stamm-Geschlecht Guntli, denn ein Hans wanderte mit seinen zwei Söhnen Johann und Jakob aus Wangs SG nach Wangen und übernahm den sogenannten Oberhof. |
| 1514    | Auswanderungsbestätigung von Wangs nach Wangen. |
| 1518    | Unter dem 4. März und 6. Mai im Jahrzeitenbuch von Tuggen: «Item Christen Huber hätt gestifft…, und an Guntlichs Husswisen. Dyse brieff Datum uff Sant Joss tag im 1518 jar» |
| 1533    | und 1538/39 bekleidete der schon erwähnte Johann das Amt eines Landammanns der March. |
| 1551    | stellte «Jacob Guntly» mit Michael Vogt ein neues, rechtsgültiges Urbar von Wangen zusammen. |
| 1568/74 | war Rudolf, dessen Grabdenkmal als Epitaph links des Hauptportals der Pfarrkirche Wangen eingelassen, Landammann der March. |
| 1572    | siegelte «Rudolff guntli» «Es hatt der from fürnem wys Rudolff guntli zuo der Zit Aman in der March» einen «Vergleich zwischen als Aman Hunger und den Gnossen zu Wangen wegen einem Zaun» gesiegelt. (Archiv der Genossame Wangen Nr. 162).                                                           |
| 1576    | Hess Adam Heer in Lachen die Gotteshausleute unter denn Beisein eines Guntli und anderen aufschreiben. |
| 1588    | In einer Urkunde bestätigt der Statthalter Rudolf Hegner, dass er unterschrieben habe «an statt des fürnemmen vnd weyssen Ammans Guntlins». |
| 1602    | anerbieten sich die Brüder Johann und Jakob, eine Kapelle der schmerzhaften Mutter in Wangen zu erbauen. |
| 1603    | fällt Landammann Guntlin einen Schiedsspruch betreff der Allmeind, wonach einer, der nicht mehr als eine Kuh oder ein Rind auf die Allmeind treibt, kein «Luder» (Auflriebsgeld) zu zahlen hatte. |
| 1622    | stiftet Landammann Hans Gunllin der Kirche von Wangen die wohl schönste Monstranz der March aus der Übergangszeit der Gotik zur Renaissance. |
| 1634    | bis 1635 sowie 1644/45, 1648/49, 1652/53 und 1656/57 hatte Peter Guntlin das verantwortungsreiche Amt eines Landammanns der March inne. Ein noch gut erhaltenes, barockes Grabdenkmal dieses verdienten Magistraten ist rechts des Hauptportals der Pfarrkirche Wangen eingelassen.(Marchring No. 14). |
| 1642    | siegelt Ammann Peter Guntlin ein Testament des hochw. H. Pater Clemenz. (Archiv Lachen). |
| 1707    | wird Franz Meinrad Guntlin am 19. Juni von Schwyz als Pfarrherr von Wangen bestätigt. |
| 1912    | bis 1914 bekleidete zum 12. Mal ein Guntli, Anton, das Amt eines Ammanns (in diesem Falle eines Bezirksammanns) der March. |
| 1970    | Die 26 Vertreter des Geschlechtes der Guntlin wohnen allesamt in Wangen. |

### Hunger
Wappen: 
In Rot ein Ring mit Kreuz, darunter eine goldene Hirschstange. Aus den 6 verschiedenen Wappen wurde das älteste ausgesucht, das aus dem Siegel (1565 und 1599) des Ammanns Ulrich Hunger entstand.
Name: 
Vermutlich ursprünglich Angehörige einer Wohnstatt inmitten eines mageren Bodens.
Alte Landleute der March und Genossen von Wangen.

Wappen

erste urkundliche Nennung: 
1520
| Jahr | Beschreibung |
| ---- | --- |
| 1520 | Das Jahrzeitenbuch von Tuggen (ca. 1470 geschrieben) gibt uns die erste Kunde dieses Geschlechts. Unter dem 20. September: «Anthonius schubiger halt gesetzt und gornet (angeordnet) an ein Jarzyt zwei lib. (Pfund) gelts für sich und für sin Vatter und Mutter, Schwestern und Brüdern und für sin Eheliche Hussfrauwe Madalenen Hungerin und irer kinden,… darin ist ein brief, 1520 Jar.» |
| 1558 | bis 1562, sowie 1565 bis 1568 hatte Ulrich Hunger der March als Landammann vorgestanden. |
| 1572 | In einem Vergleich zwischen alt Ammann Hunger und der Genossame Wangen wegen einem Zaun siegelte 1572 Amman Rudolf Guntli. |
| 1586 | klagte am 15. März der Rat der March, vertreten durch Ammann Ulrich Hunger und Hauptmann Rudolf Hegner, dass einige Nachbarn von Pfäffikon in ihren eigenen Gütern und Wäldern Holz schlagen und behuf auswärtigen Verkaufs durch die March führen, was in der March bei dem bestehenden Holzausfuhrverbot viele Praktiken verursache, indem auch Leute aus der March eigenes Holz darunter mischen und wegführen lassen. (Archiv Schwyz, Akten March Nr. 204). |
| 1598 | bis 1599 versah Ulrich Hunger zum letzten Mal das hohe und zugleich anspruchsvolle Amt eines Ammanns der March. |
| 1608 | war ein Streit zwischen Abt, sowie Waldleuten von Einsiedeln mit der Landschaft March und der Genossame Sattelegg wegen Weidgangs in den Stofeln (Weiden mit Hirtenwohnung und Viehstall), Horgrasen und Sattelegg neu aufgelebt. Nach Augenschein des Säckelmeisters Hilarius Hunger und des Landesfähndrichs Hans Heinrich Hegner konnte der Streit gütlich dadurch beigelegt werden, dass die Genossen dem Gotteshaus Einsiedeln einen jährlichen Zins von 2 ein Halben Haller Zürcherwährung und für die Stofel Horgrasen 500 Münzgulden in den Jahren 1608, 1609 und 1610 zu bezahlen haben. So kam die Genossame zu einer rechtlichen Erweiterung ihrer Allmeind in das Einsiedler Gebiet. (Genossenlade Sattelegg). |
| 1610 | bis 1612 trat Rudolf Hunger an die Spitze der Regierung der Landschaft March. |
| 1614 | «halt Elsi Hungerin von Nuollen gän 2 pfundt Järlichs gälts» an die Vergrösserung der Pfarrkirche Wangen. (2. Jahrzeitenbuch). |
| 1616 | Am 20. Mai wurde jeweils in Wangen die Jahrzeit der Hunger gehalten. «Ittem Hans Hunger sälig, der hat zuo dem höchsten Lob Gottes und Maria, auch zuo Trost heulende säligkheith sinen und siner Alt Vordem … 4 pfundt gelts. Wytter ist man Ingedenck des frommen, fürnemmen und Wysen Ammann Rudolff Hungers seligen obgesagte Hans Hungers bruoder … der kylchen gestifft 3 pfundt gelts.» |
| 1708 | erneuerten alt Schultheiss Joseph Michael Hunger und sein Sohn, der regierende Schultheiss von Rapperswil mit ihren Nachkommen das Landrecht der March; ebenso Joseph Anton Hunger «des grossen Rats» zu Rapperswil. |
| 1970 | wohnen noch 11 Vertreter des Geschlechtes Hunger in der March, wovon 10 in Wangen und ein Mitglied hat seinen |

### Hüppin
Wappen: 
In Rot neben dem Halbmond eine Hausmarke mit grünem Dreiberg als Schildfuss. - Bruderschaftsschild der Riedkapelle Lachen des Franz Anton Hüpy 1743.
Name: 
Vermutlich hatten die ersten Vertreter dieses Geschlechts einen hüpfenden Gang.
Alte Landleute der March und Mitglieder der Genossame Wangen SZ.
erste urkundliche Nennung: 
1486
| Jahr | Beschreibung |
| ---- | --- |
| 1486 | war ein Hans Hüppi Ammann der March. Sein Siegel enthält als Schildfigur eine Pflugschar. |
| 1544 | liess sich ein Hans Hüppi einkaufen und ins Landrecht aufnehmen |
| 1559 | Im Urbar von Wangen ist ebenfalls ein «Hanns Hüppi» erwähnt. |
| 1562 | Im Urbar von Nuolen (Nr. 7) «Hanns Peter Hüppin zinset Jährlich drey pfundt geltz von undt ab sinem Haus und Hof zue Wangen, darumb ist ein Brieff, under sub dato den 8. octobris A o 1562.»                           |
| 1619 | Unter dem 20. Januar ist im Jahrzeitenbuch von Wangen folgender Eintrag eingeschrieben «Ittem uff hütt begadt und halt man Jar Zitt des bescheidenen Jacob Hüpis seligene … Wytter hat Elsbeth Hüpin...»                |
| 1650 | liess sich Peter Hüppy in die Carmeliter-Bruderschaft von Wangen aufnehmen |
| 1684 | wurde in Lachen Johann Jakob Hüppy geboren. 1707 zum Priester geweiht, war er bis 1730 Pfarrherr von Altstätten im Rheinthal, danach bis 1763 in Häggenschwyl. 1770 starb er am 15. September in seiner Heimatgemeinde. |
| 1767 | Im Gabenverzeichnis zum Bau eines neuen Beinhauses in Lachen ist ebenfalls das Geschlecht Hüppi erwähnt. (Archiv Lachen).                                                                                               |
| 1970 | Von den 182 Mitgliedern des Geschlechtes Hüppin haben 155 (85 Prozent) ihren Wohnsitz in Wangen, die übrigen verteilen sich auf die Gemeinden Tuggen, Schübelbach, Galgenen und Lachen.                                 |
| 2000 | In diesem Jahr wurde Armin Hüppin als erster seines Geschlechtes und als erster Wangner Bürger in den Regierungsrat des Kantons Schwyz gewählt.                                                                         |
| 2010 | wurde Armin Hüppin Landammann (Regierungsratspräsident) des Kantons Schwyz. |